# Margil
Margil es una  variedad cultivar de manzano (Malus domestica).
Se cree que se originó en Europa. Era conocido en Inglaterra antes de 1750. Las frutas tienen una carne firme y bastante seca con un sabor aromático dulce y rico.

## Sinónimos
- "Fail-Me-Never",
- "Margill",
- "Munches Pippin",
- "Neverfail",
- "Small Pabston",
- "Small Ribston",
- "Reinette Musquée".[4]

## Historia
'Margil' es una variedad de manzana, que según los informes, este cultivar fue traído de los Jardines de Versalles en Francia en 1680 por Sir William Temple y posteriormente plantado en su jardín en Surrey. Según Robert Hogg (The Fruit Manual, 1884) fue una de las variedades ofrecidas por Brompton Park Nurse de Kensington a mediados del siglo XVIII. Hogg también sugiere que George London lo trajo al Reino Unido, que trabajó durante algún tiempo en los Jardines de Versalles antes de regresar a Inglaterra, donde se convirtió en socio del vivero Brompton Park. Quizás una plántula de 'Ribston Pippin' a la que se parece.
'Margil' se cultiva en la National Fruit Collection con el número de accesión: 1984-011 y Accession name: Margil.
Una manzana de postre muy apreciada en la Inglaterra victoriana y que aún hoy se cultiva ampliamente.

## Características

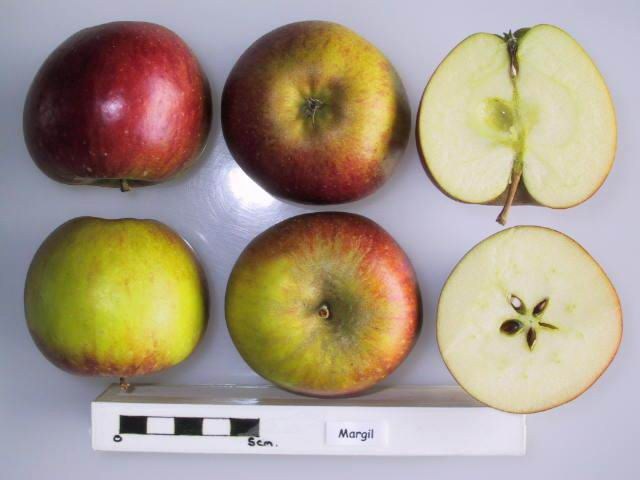
La manzana 'Margil' seccionada.

'Margil' tiene un tiempo de floración que comienza a partir del 4 de mayo con el 10% de floración, para el 10 de mayo tiene una floración completa (80%), y para el 17 de mayo tiene un 90% de caída de pétalos.
'Margil' tiene una talla de fruto mediano; forma globosa cónica, con una altura de 59.58mm y una anchura de 66.29mm; con nervaduras medio débiles, a menudo parece tener cinco lados y la corona tiene cinco crestas prominentes; epidermis es lisa y resistente, con color de fondo amarillo blanquecino, con sobre color naranja en una cantidad media, con sobre color patrón rayado, moteado y veteado de rojo, naranja y marrón con manchas rojas en el lado expuesto al sol, la cara enrojecida generalmente tiene parches rojizos, y "russeting" (pardeamiento áspero superficial que presentan algunas variedades) bajo-medio; pedúnculo corto a mediano y delgado, colocado en una profunda cavidad con forma de embudo; los frutos tienen una carne amarillenta, firme, y crujiente. Jugosidad medio seco y muy dulce, maravillosamente aromática.
Su tiempo de recogida de cosecha se inicia a principios de octubre. Se usa como fruta de mesa en fresco. Se mantiene bien en el almacenamiento, pero la piel adquiere una sensación grasa. Mantiene hasta tres meses en almacenamiento en frío, pero la piel desarrolla una sensación grasa.
'Margil' es el Parental-Padre de la variedad de manzana:
- 'Saint Everard'